# BUB3
Белок митотической контрольной точки BUB3 — белок, кодируемый у человека геном BUB3.
Bub3 участвует в регуляции контрольной точки сборки веретена деления (SAC) (англ. spindle assembly checkpoint, SAC). Он не является необходимым для дрожжей, но необходим для высших эукариот. В качестве одного из белков контрольных точек BUB3 задерживает наступление необратимой анафазы путём направления локализации кинетохор в прометафазу, чтобы достичь двойной ориентации. Направление взаимодействия кинетохор и микротрубочек обеспечивает надлежащее (и разумеется, с двойной ориентацией) прикрепление хромосом к анафазе.
BUB3 и связанные белки, которые формируют контрольные точки сборки веретена деления (SAC) ингибируют действие комплекса стимуляции анафазы (APC), предотвращая раннее вступление митоза в анафазу и выход; это служит в качестве механизма для правильной хромосомной сегрегации.

## Функция
Bub3 является важным компонентом в формировании митотического комплекса сборки веретена, который образует комплекс с другими важными белками. Правильная сегрегация клеток возможна при правильном расположении кинетохоров у каждой хромосомы во всех митотических веретёнах. Это контролируется комплексом митотической контрольной точки веретена, который действует в качестве ответной обратной связи. Если приходит сигнал о дефекте приложения, митоз будет остановлен для того, чтобы все хромосомы получили амфителическую привязку к веретену. После исправления ошибки ячейка может приступить к анафазе. Комплекс белков, которые регулируют остановку клеточного цикла — BUB1, BUB2, BUB3 (этот белок), MAD1, MAD2, MAD3 и MPS1.

## Роль в контрольной точке сборки веретена деления
В кинетохорах комплекс, состоящий из BubR1, Bub3 и Cdc20 взаимодействует с комплексом Mad2-CDC20 ингибируя APC, таким образом, препятствуя образованию активного APCCdc20. Bub3 связывается конститутивно с BubR1; в этом положении Bub3 действует в качестве ключевого компонента SAC в формировании ингибиторного комплекса. Секурин и циклин B также стабилизируют до наступления анафазы переходы одиноких кинетохор. Стабилизация циклина и секурина предотвращает деградацию, приводящую к необратимому и быстрому разделению сестринских хроматид .
Формирование этих «ингибиторных комплексов» и сигнала «ждать» — ступени перед активацией сепаразы; на этапе до наступления анафазы секурин ингибирует активность сепаразы и поддерживает скреплённость комплекса.

## Структура
Кристаллическая структура представляет белок Bub3 в виде структуры из семи-лопастного бета-пропеллера с наличием повторов Wd40 в каждом лезвии, образованных с помощью четырёх антипараллельных бета-листовых нитей, которые расположены вокруг конического канала. Данные мутаций представляют несколько важных поверхностей взаимодействия для формирования SAC, особо консервативных триптофанов (в лезвиях 1 и 3) и консервативных последовательностей VAVE в лезвии 5.
Rae1 (экспортный фактор мРНК), ещё один член семейства белков WD40, представляет высококонсервативную последовательность подобно Bub3. Оба связываются с Gle2p-связывающей последовательностью (GLEBS) мотивов; в то время как Bub3 специфически связывается Mad3 и Bub1, Rae1 имеет более беспорядочные связывания, связываясь как с комплексом ядерных пор, так и Bub1. Это указывает на сходство взаимодействия Bub3 и Rae1 с Bub1.

## Взаимодействия
BUB3, как было выявлено, взаимодействует с BUB1B, HDAC1 и гистондеацетилазой 2.
Bub3, как было выявлено, образуют комплексы с MAD1-Bub1 и с Cdc20 (взаимодействие которых не требует свободных кинетохор). Кроме того, было выявлено связывание с MAD2 и Mad3.
Bub3 управляет локализацией Bub1 в кинетохорах для активации SAC. Как в Saccharomyces cerevisiae, так и многоклеточных, Bub3 была предназначена для связывания BubR1 и Bub1.
Компоненты, которые необходимы для контрольной точки сборки веретена деления в дрожжах были определены как Bub1, Bub3, MAD1, Mad2, Mad3 и более важный Mps1 (протеинкиназа).

## Регуляция
Когда SAC активирована, производство комплекса Bub3-CDC20 также активируется. Когда прикрепление кинетохор завершено, в комплексах контрольных точек веретена (в том числе BubR1-Bub3) наблюдается снижение концентрации.
Bub3 также действует в качестве регулятора, влияя на связывание Mad3 с Mad2.
Структурный и последовательный анализ показал существование трех консервативных областей, которые называют повторами WD40. Мутация одного из этих мотивов указывает на нарушение способности Bub3 взаимодействовать с MAD2, Mad3 и Cdc20. Структурные данные предполагают, что Bub3 действует в качестве платформы, опосредующей взаимодействие комплексов белковых SAC.

## Клиническое значение
BUB3 образует комплекс с BUB1 (BUB1/BUB3-комплекс) ингибирующий комплекс стимуляции анафазы или циклосомы (APC / C), как только активируется контрольная точка сборки веретена деления. BUB3 также фосфорилирует:
- Cdc20 (активатор) и, таким образом, ингибирует деятельность убиквитинлигазы APC/C.
- MAD1L1, который обычно взаимодействует с BUB1 и BUBR1 и в свою очередь комплекс BUB1/BUB3 взаимодействует с MAD1L1.

Ещё одной функцией BUB3 является содействие правильному вложению микротрубочек в кинетохоры (К-МТ), когда контрольная точка сборки веретена активна. Он играет важную роль в локализации кинетохор BUB1.
BUB3 служит в мейозных ооцитах как регулятор хромосом.
Дефекты клеточного цикла в BUB3 может способствовать следующих заболеваниям:
- гепатоцеллюлярной карциномы
- раку желудка
- раку молочной железы
- раку шейки матки
- аденоматозному полипозу
- наследственной остеосаркоме рака груди
- глиобластомы цервицита
- карциномы рака легких
- Коли-полипоза